# Kolcolist zachodni
Kolcolist zachodni (Ulex europaeus) – gatunek krzewu z rodziny bobowatych.

## Rozmieszczenie geograficzne
Jest szeroko rozpowszechniony na kuli ziemskiej. Pochodzi z Europy, ale rozprzestrzenił się także w Afryce Północnej, Australii i Nowej Zelandii, w Ameryce Północnej i Środkowej, na Hawajach i w Azji, jest też uprawiany w wielu regionach świata. Uznany został za jeden ze 100 najbardziej inwazyjnych gatunków na świecie.
W Polsce jest uprawiany i dziczejący (kenofit). Na terenie Polski wysiewany dawniej w zachodniej części kraju w lasach i na wrzosowiskach, miejscami zdziczały, np. w okolicach Marianowa k. Stargardu.

## Morfologia

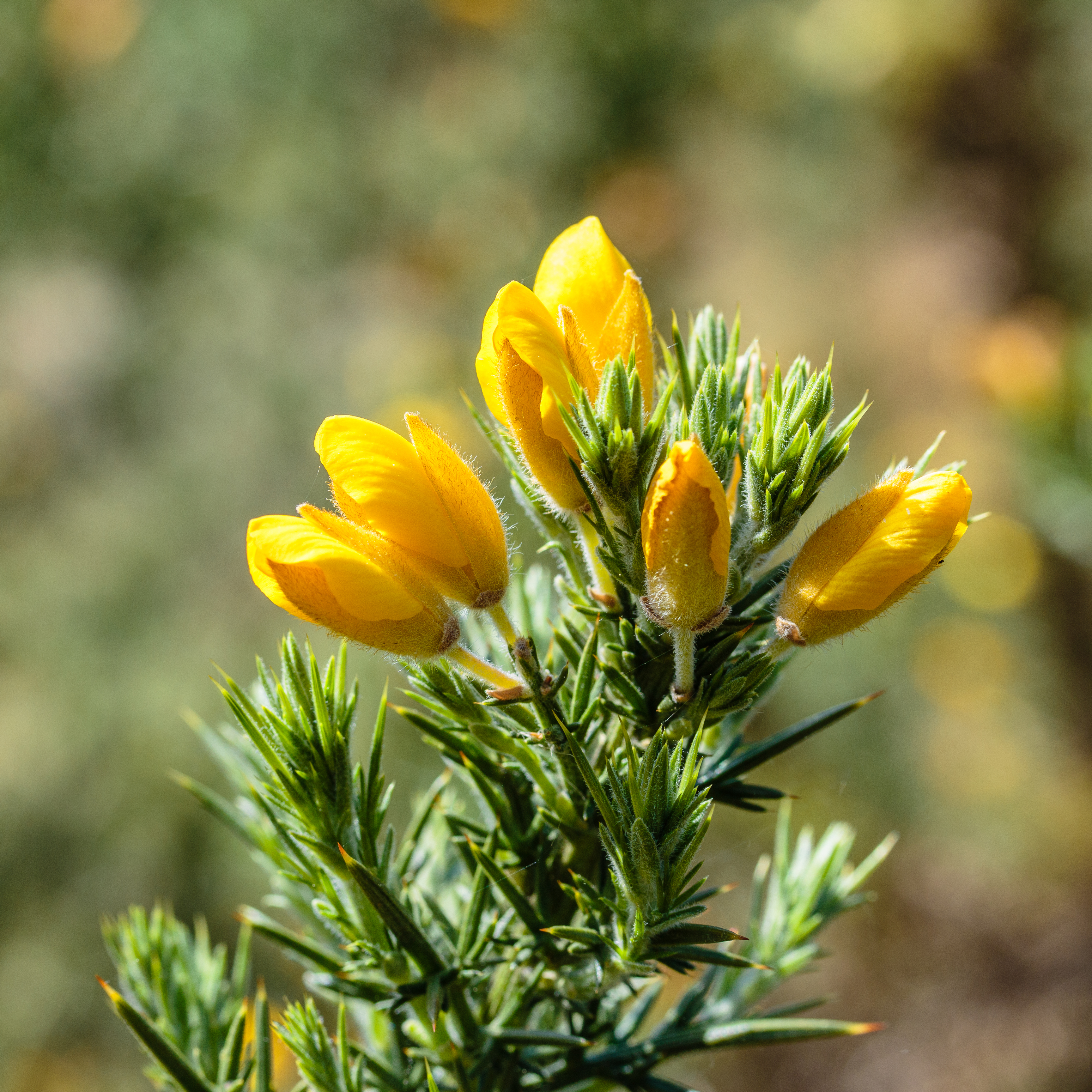
Kwitnący pęd

PokrójKrzew osiągający 3 metry wysokości (maksymalnie nawet do 7 metrów).
LiścieDrobne, górne pojedyncze, są szydlasto zakończone, dolne trójlistkowe. W kątach liści rozmieszczone są pędy przekształcające się w ciernie.
KwiatDuży w kolorze żółtym.
OwocOwocem jest strąk.

## Zastosowanie
Krzew sadzony na paszę dla zwierząt, wykorzystywany również do obsadzania piaszczystych nieużytków oraz jako opał.